# Йозо Крижанович
Йозо Крижанович (хорв. Jozo Križanović; 28 липня 1944 — 2 грудня 2009) — боснійський політик, колишній голова Президії Боснії і Герцеговини (2001–2002).

## Біографія
У березні 2001 року Крижанович замінив представника хорватів у Президії Боснії і Герцеговини Анте Єлавича, усунутого від посади за рішенням Високого представника по Боснії і Герцеговині Вольфганга Петрича.
Був головою Президії з червня 2001 до лютого 2002 року, коли в результаті виборів на його місце було обрано боснійця Беріза Белкича.
Помер 2 грудня 2009 року в Загребі від ускладнень після операції.